# Provinciile Cubei
Cuba este împărțită din punct de vedere administrativ în paisprezece provincii și o municipalitate specială.

## Listă de provincii

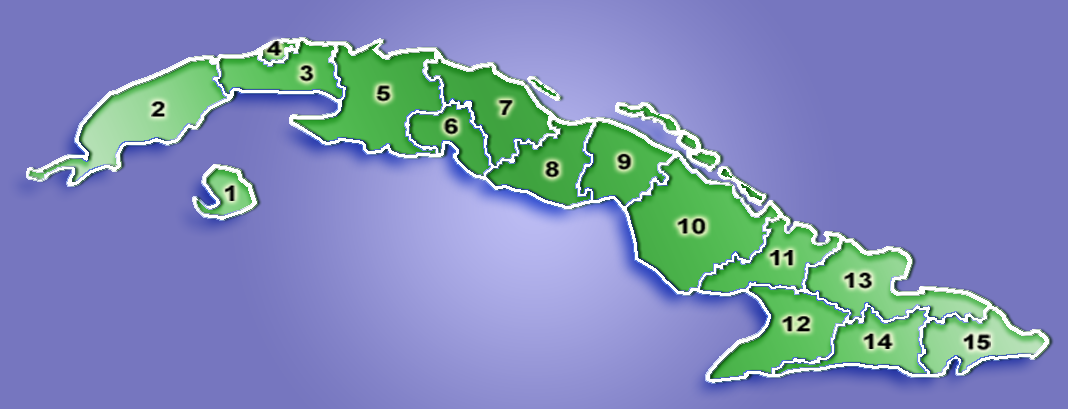
Provinciile Cubei

De la vest la est, provinciile Cubei sunt:
1. Isla de la Juventud
2. Pinar del Río
3. Havana (La Habana)
4. Orașul Havana (Ciudad de La Habana)
5. Matanzas
6. Cienfuegos
7. Villa Clara
8. Sancti Spíritus
9. Ciego de Ávila
10. Camagüey
11. Las Tunas
12. Granma
13. Holguín
14. Santiago de Cuba
15. Guantánamo

"Municipalitatea specială" este Isla de la Juventud ("Insula tinereții").

## Date demografice
Loc = locuitori. Sursa: Cuba census 2002 
| Provicie            | Capitală              | Loc (2005) | Loc (%) | Suprafață (km²) | Suprafață (%) | Densitate |
| ------------------- | --------------------- | ---------- | ------- | --------------- | ------------- | --------- |
| Camagüey            | Camagüey              | 784.178    | 7,02    | 14.134          | 13,2          | 50,22     |
| Ciego de Ávila      | Ciego de Ávila        | 411.766    | 3,68    | 5962            | 5,6           | 60,70     |
| Cienfuegos          | Cienfuegos            | 395.183    | 3,54    | 4.149           | 3,9           | 94,54     |
| Ciudad de La Habana | Havanna               | 2.328.000  | 19,70   | 740             | 0,7           | 3053,49   |
| Granma              | Bayamo                | 822.452    | 7,36    | 8.452}          | 7,9           | 98,20     |
| Guantánamo          | Guantánamo            | 507.118    | 4,54    | 6.366           | 6,0           | 82,22     |
| Holguín             | Holguín               | 1.021.321  | 9,14    | 9.105           | 8,5           | 109,90    |
| Isla de la Juventud | Nueva Gerona          | 86.559     | 0,77    | 2.199           | 2,1           | 35,78     |
| La Habana           | Havana                | 711.066    | 6,36    | 5.669           | 5,3           | 124,06    |
| Las Tunas           | Victoria de Las Tunas | 525.485    | 4,70    | 6.373           | 6,0           | 79,77     |
| Matanzas            | Matanzas              | 670.427    | 6,00    | 11.669          | 10,0          | 56,80     |
| Pinar del Río       | Pinar del Río         | 726.574    | 6,50    | 10.860          | 10,2          | 66,63     |
| Sancti Spíritus     | Sancti Spíritus       | 460.328    | 4,12    | 6.737           | 6,3           | 68,33     |
| Santiago de Cuba    | Santiago de Cuba      | 1.036.281  | 9,27    | 6.343           | 5,9           | 168,32    |
| Villa Clara         | Santa Clara           | 817.395    | 7,31    | 8.069           | 7,6           | 97,17     |
| Cuba                | Havana                | 11.177.743 |         | 106.827         |               | 101,72    |